# 廷·巴特尔
廷·巴特尔（1955年6月—），男，蒙古族，中华人民共和国政治人物。曾任内蒙古自治区锡林郭勒盟阿巴嘎旗洪格尔高勒镇萨如拉图雅嘎查的嘎查长、嘎查党支部书记。扎根牧区四十五年。
中共十七大代表、第十届全国人民代表大会代表，中国人民政治协商会议第十三届全国委员会委员，中国共产党第十八次全国代表大会主席团成员。开国少将、内蒙古自治区人大常委会主任、内蒙古军区政委廷懋的三子。

## 生平
1974年19岁高中毕业下乡到阿巴嘎旗洪格尔高勒苏木萨如拉图雅嘎查当插队知青。1976年入党并当选萨如拉图雅生产大队副队长，两年后任大队长。1981年和牧民姑娘额尔敦娜其其格结婚。巴特尔和妻子生了一个女孩陶格斯。
1983年萨如拉图雅嘎查开始推行草原、牧畜双承包制。1993年当选为萨如拉图雅嘎查党支部书记。2018年6月从嘎查党支部书记的位置上退了下来。

## 荣誉
- 2009年被评为100位新中国成立以来感动中国人物。
- 2018年1月，荣获全国农业劳动模范。
- 2018年11月，入选一百名改革开放杰出贡献对象。
- 2018年12月18日，党中央、国务院授予改革先锋称号，颁授改革先锋奖章。
- 2019年9月25日，廷·巴特尔获“最美奋斗者”个人称号。
- 2021年6月29日，荣获七一勋章。[3]